# 애플 키보드
애플 키보드(Apple Keyboard)는 애플이 개발, 판매하고 있는 키보드의 총칭이다.

## 구조
애플 키보드의 구조는 전체적으로 IBM PC 호환기종의 키보드에는 없거나 다른 특수 키들을 가지고 있다.
- 커맨드 키(Command, ⌘) : 대부분의 맥 제품에서 단축키로 많이 사용된다. 유닉스 계열 및 윈도 환경의 Ctrl 키와 비슷한 기능을 수행한다.
  - 애플 II 시리즈에서는 커맨드 키와 유사한 키로 "오픈(open, 속이 빈 형태)" & "클로즈드(Closed, 속이 채워진 형태)" 애플 로고 키가 있다. 이중 오픈 애플 키는 애플 II 라인이 중단 된 후에 애플 데스크탑 버스 키보드(애플 IIGS와 매킨토시 모델에서 몇 년간 사용되었다.)에서 커맨드 키와 결합하였다.

- 옵션 키(Option, ⌥) : 발음 구별 부호 및 기타 특수 문자를 입력하는데 사용되기도 한다. 유닉스 계열 및 윈도 환경의 Alt 키와 비슷한 기능을 수행한다.

- 전용 숫자패드가 포함된 대형 데스크탑 키보드에는 F15, F16 또는 F19까지의 기능키가 있다.[1] F17-F19 키는 알루미늄 USB 키보드에 도입되었다.[2] 블루투스 무선 알루미늄 키보드와 같은 소형 키보드와 모든 인텔 기반 매킨토시 노트북에 내장된 키보드는 IBM PC 키보드와 마찬가지로 F1-F12키까지만 포함되어있다.
- 숫자 키패드가 포함됨 모델의 경우 Num Lock 키 대신 Clear 키가 있다. 이는 키패트가 숫자 입력 전용이며 일반적으로 커서 제어에 사용되지 않기 때문이다. 유니코드에서 Clear 키는 U+2327 ⌧ x in a rectangle box로 표시되며 "Clear key"로 정의된다.[3]
- 숫자 키패드에 "등호" 키(=)가 추가되었다.
- Insert 키 대신 도움말 키 또는 최신 알루미늄 키보드의 fn 키를 통해 기능키의 기본 기능과 특수 기능(volume control, Exposé 등)을 전환한다.
- 노트북 컴퓨터에는 일반적으로 밝기 감소, 볼륨 증가, 볼륨 감소, 음소거 및 꺼내기(⏏)와 같은 기능 키와 공유되는 추가 할당이 포함된다. 애플은 프로 키보드가 출시된 이후 숫자 키패드 위에 있는 데스크톱 키보드에 상태 표시등이 있는 마지막 네 개의 키를 제공한다. 최신 알루미늄 키보드에서는 Apple 노트북과 마찬가지로 기능 키로 이러한 기능에 액세스할 수 있다.
- 애플 데스크탑 버스 키보드에서 전원 키(◁)는 이를 지원하는 컴퓨터를 켜거나 Control-Alt-Delete와 유사한 명령을 입력 하는데 사용된다. 기능키가 있는 키보드에서는 기능키와 동일한 키보드 행의 왼쪽 또는 오른쪽 가장자리에 배치되었다.  기능키가 없는 키보드에서는 다른 키 위의 중앙 위치에 배치되었다.  애플의 초기 USB 구현에서 매킨토시의 전원 공급 장치에 연결된 독점 핀 덕분에 초기 USB 키보드의 전원 키는 보다 일반적인 전원 버튼으로 대체되었으며 이후에 프로 키보드에서 특수 전원 공급 장치 핀과 함께 제거되었다. 이후 키보드에서 대부분의 기능은 꺼내기(⏏) 키로 이전되었다(꺼내기 키가 전원 키처럼 작동하기 위해 커맨드 키를 동시에 누르기).
- 애플 영국식(UK) 키보드 배열은 @ 및 "키가 미국식(US) 위치에 있다.(각각 2 및 '키에 있음). 일반적으로 애플 이외의 영국식 키보드에서는 역으로 적용된다.

## 호환성

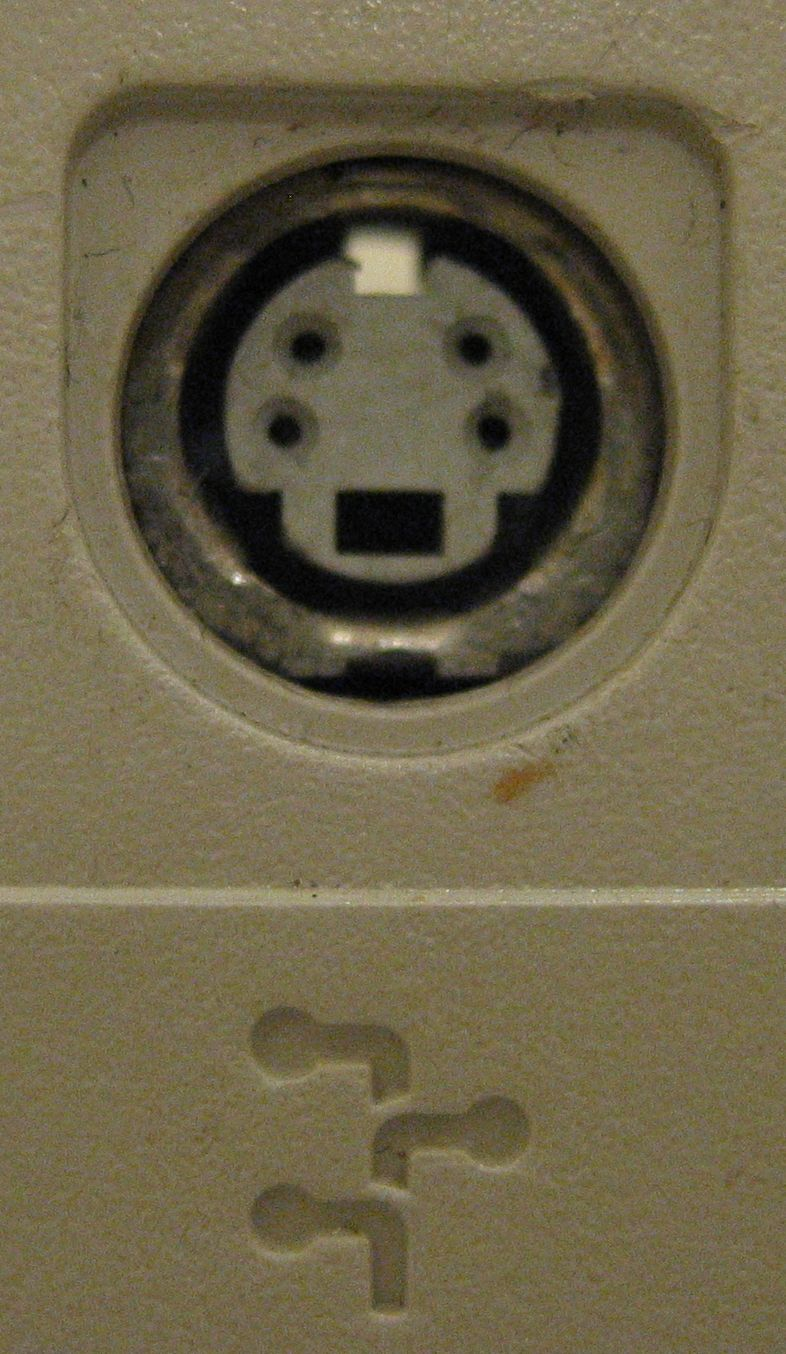
애플 데스크탑 버스 (ADB) 커넥터

애플의 구형 ADB(애플 데스크톱 버스) 키보드는 Next외 소니 등 다른 ADB 기반 시스템과 호환된다(비 애플 ADB 키보드의 경우 그 반대). USB 어댑터(예: 그리핀 iMate)를 사용할 경우 애플의 최신 USB 키보드와 유사하게 작동하지만 이후 버전의 macOS에서 이러한 설정을 사용하는 데 문제가 있을 수 있다. 파워 매킨토시 G3 (블루 & 화이트) 이후 외부 ADB 포트 사용이 중단되었지만, 애플은 마지막 세대 파워북과 아이북 제품군까지 노트북 키보드와 트랙패드를 위한 내부 프로토콜로 ADB를 사용했다. 이러한 이유로 ADB 드라이버는 Mac OS X 10.5까지 기본 지원했으나 Mac OS X 10.6 이후에서는 찾을 수 없다. 단, 이러한 운영 체제에서도 USB 어댑터로 ADB 장치를 사용할 수 있다.
Apple의 USB 키보드는 대부분 Windows 컴퓨터와 호환되며 다시 매핑할 수 있다.  커맨드 키는 Windows 키로, ⌥ Option 키는 Alt 키로, Help key는 Insert 키로, Clear 키는 Num Lock 키로 작동한다. 약간 오래된 흰색 모델에서는 볼륨 키가 Macintosh에서와 같이 작동하며 eject 키에는 기능이 없다. 2007년 8월에 출시된 새 모델에서는 볼륨, 밝기, Exposé, 대시보드, eject 및 미디어 컨트롤이 애플의 부트 캠프 소프트웨어를 설치하지 않고는 더 이상 작동하지 않는다. 이 소프트웨어를 사용해야 볼륨, 밝기, eject 및 미디어 제어 버튼이 제대로 작동한다.
대부분의 IBM PC 키보드에서 Print Screen/SysRq, Scroll Lock, Pause/Break 키가 있는 위치에 추가 기능 키(F13/F14 ~ F15/F16)는 특수 드라이버가 없는 Windows에서 해당 키로 작동하지 않는다.  애플은 이후 드라이버를 출시했지만 부트 캠프와 함께 번들로만 제공되고 있다.
USB 키보드는 2포트 USB 허브와 결합되며, 허브는 이전 키보드의 USB 1.1이고 2003년 5월, 2005년 Rev B., 2007년 8월 모델은 USB 2.0이고, 이전 모델은 USB 1.1이다.

## 모델

### 본체 내장 키보드

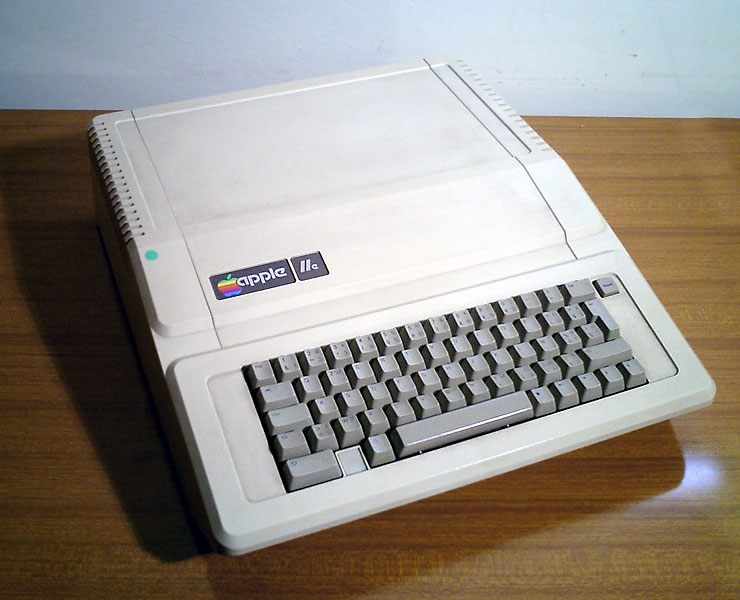
애플 IIe 내장 키보드

- 애플 II/II 플러스 : 1977년에 도입된 애플 II와 애플 II 플러스는 키보드가 본체와 일체형으로 되어 있으며, 키패드가 없다. Bell & Howell에서 제조된 검은 키보드도 있다.

- 애플 III/III 플러스 : 1980년에 도입된 애플 III,애플 III 플러스에서는 키패드와 커맨드 키가 추가되었다.

- 애플 IIe/애플 IIe 플래티넘 : 1983년에 도입된 애플 IIe 시리즈에서는 내장 키패드가 제거되었으나, 대신 외장 장치로 지원하였다. 그리고 "Delete"키를 처음으로 도입하였다. 1987년에 도입된 애플 IIe 플래티넘에서는 내장 키패드가 다시 추가되었고, 당시 새로 출시된 애플 데스크탑 버스에 맞도록 개선되었다.

- 애플 IIc/애플 IIc 플러스 : 1984년에 도입된 애플IIc는 키패드가 없고 휴대용으로 설계된 키보드를 최초로 도입하였다. 1988년 도입분에서는 기존의 베이지(beige)에서 플래티넘(platium) 컬러로 변경하였고, 애플 데스크탑 버스 키보드의 레이아웃과 동일하게 변경되었으나, 여전히 키패드는 내장되어있지 않았다.

- 매킨토시 포터블 : 1989년에 발매된 애플 최초의 휴대용 컴퓨터인 매킨토시 포터블에서는 풀사이즈 키보드가 도입되었으며, 키패드와 트랙볼 마우스를 필요에 따라 바꿔 방착할 수 있다.

- 파워북 : 1991년~2005년 동안 애플의 휴대용 컴퓨터 제품군인 파워북에서는 어두운 회색(dark gray)에서 검정(black), 반투명의 구리&목탄 색(bronze & charcoal)과 마지막의 알루미늄 제품에 이르기까지 작은 키보드를 포함하고 있다. 일부 제품에 따라 추가로 특수 기능 키와 내장 키패드를 포함하고 있다.

- eMate : 1997년에 출시된 eMate의 짙은 녹색 반투명 키보드는 본질적으로 애플 뉴턴 키보드였다.

- 아이북 : 1999년, 아이북 시리즈는 최초의 흰색 키보드를 선보였다. 투명 재질로 첫 등장하고 이후의 모델은 불투명 재질을 사용했다.

- 맥북,맥북 프로,맥북 에어 : 2006년, 애플은 맥북 시리즈의 컴퓨터를 출시했다. 맥북 프로 키보드는 파워북 라인의 알루미늄 처리를 이어갔으며, 맥북은 이전 iBook처럼 흰색을 유지하고 검정색 모델도 도입했다. 맥북 에어도 검은색 키를 사용했다. 유니바디 맥북의 도입으로 애플의 모든 키보드에서 검은색 키를 사용하도록 통합되었으며 (현재 단종된) 흰색 맥북만이 유일한 흰색 키로 남았다. 유니바디 이전의 맥북 시리즈 키보드에는 이전 맥북 시리즈 및 아이북 시리즈 키보드와 같이 겹쳐진 숫자 키패드가 포함되어 있었지만, 애플은 모든 유니바디 맥북 시리즈 키보드에서 숫자 키패드를 완전히 제거했.

### IIe용 애플 숫자 키패드 (A2M2003)

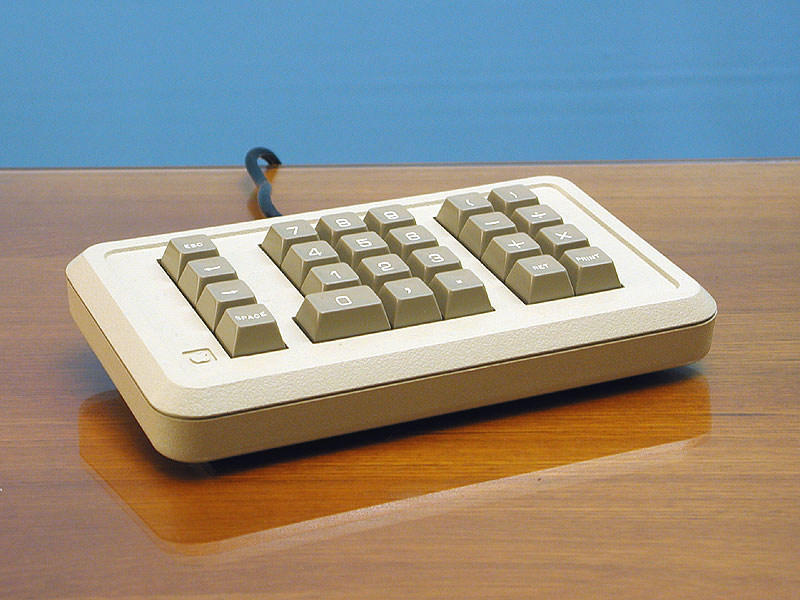
IIe용 애플 숫자 키패드

애플 최초의 외장 키패드이다. 1983년 애플 IIe 출시와 함께 나왔다. 이후 애플 IIe 플래티넘에서는 키보드에 숫자 키패드를 통합하였다.

### 리사 키보드 (A6MB101)
리사 키보드는 애플사의 컴퓨터 중 처음으로 본체와 분리된 형식으로 출시되었다. 사무용 컴퓨터라는 의도로 제작되었기에 키패드와 통합된 형태였다. 연결 단자로 전용 TRS 커넥터를 사용하였다. 또한 애플 III의 커맨드 키에서 따온 애플 키가 사용되었다. 키보드 밑부분에는 키 입력 관련 및 사용자 가이드가 포함되어 있다.

### 매킨토시 키보드 (M0110)

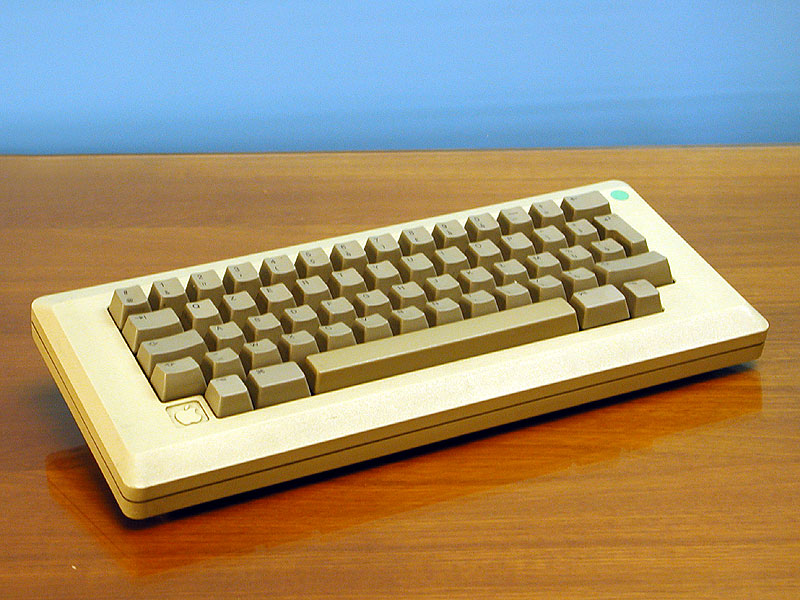
매킨토시 키보드

1984년 매킨토시 128k의 출시와 함께 판매된 키보드는 애플 리사의 키보드와 닮았지만 키패드와 화살표키가 없는 형태이다. 연결 단자는 유선전화 단자와 같은 형태이나, 전화기와는 호환성이 없다. 키보드의 커맨드 키는 애플 리사의 애플 키와 비슷한 기능을 가졌다.

### 매킨토시 숫자 키패드 (M0120)
이전 애플 IIe때 처럼, 매킨토시에서도 외장 키패드를 제공하였다. 화살표 키 기능을 할 수도 있으며, 유전전화 단자와 같은 형태의 케이블로 연결된다. 매킨토시가 1984년 1월에 출시되었지만, 1984년 9월까지 키패드가 출시되지 않았다가, 99달러에 판매되기 시작하였다.

### 매킨토시 플러스 키보드 (M0110A)

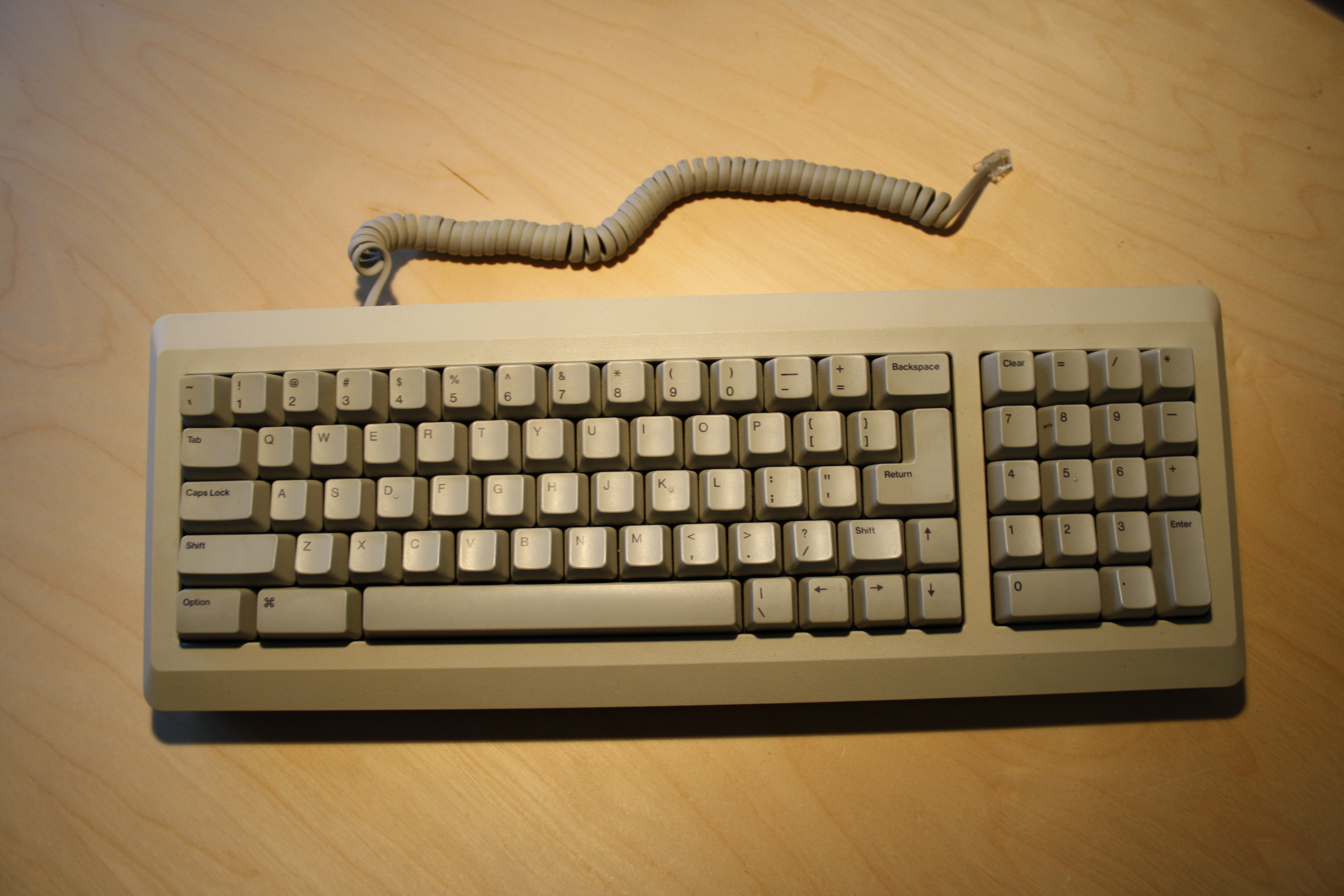
매킨토시 플러스 키보드. 전화선과 유사한 케이블을 사용했다.

1986년 매킨토시 플러스와 함께 포함된 키보드로, 화살표키와 키패드가 포함된 키보드였다. 1987년에는 애플의 새로운 플레티넘 그레이 색상으로 개선되었다. 이전 매킨토시 키보드와 마찬가지로 유선전화 단자 형태의 케이블이 사용되었고, M0110과 호환되었다. 애플은 동일년도부터 애플 데스크톱 버스 단자의 키보드가 출시되었지만, 매킨토시 플러스가 1990년까지 판매되었기에 1990년 단종되기 전까지 4년 동안 판매되었다.

### 애플 데스크탑 버스 키보드 (A9M0330)

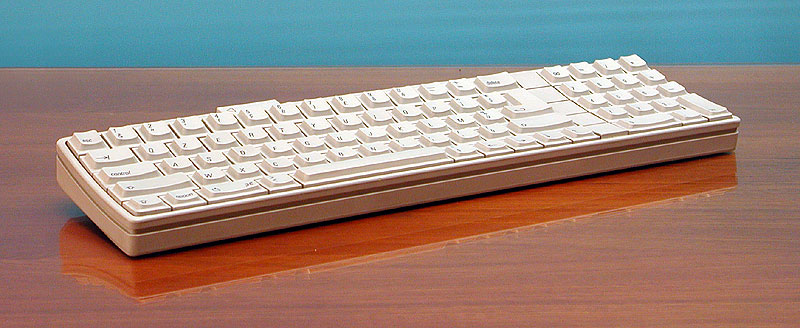
애플 데스크탑 버스 키보드

애플 데스크탑 버스(Apple Desktop Bus Keyboard)는 (ADB)단자를 최초로 적용한 키보드이다. 1986년에 애플 IIGS에서 처음 사용되었다. 이 키보드부터 모든 매킨토시 및 애플의 제품 라인과 호환되도록 설계되었으며, 매킨토시 커맨드 키와 애플 II의 애플 키를 결합하는 첫 제품이 되었다. 색상은 몸체와 키 모두 플래티넘 그레이(Platinum gray)가 사용되었다. (이전 매킨토시 플러스까지는 약간 어두운 회색의 키로 되어 있었으며 “Smoke”라고도 불렀다.) 그리고 애플 IIc의 스노우 화이트(Snow White) 디자인의 키보드와 닮아있다. 그리고 외부 전원/리셋 버튼이 추가되었다.

### 애플 키보드 (M0116)

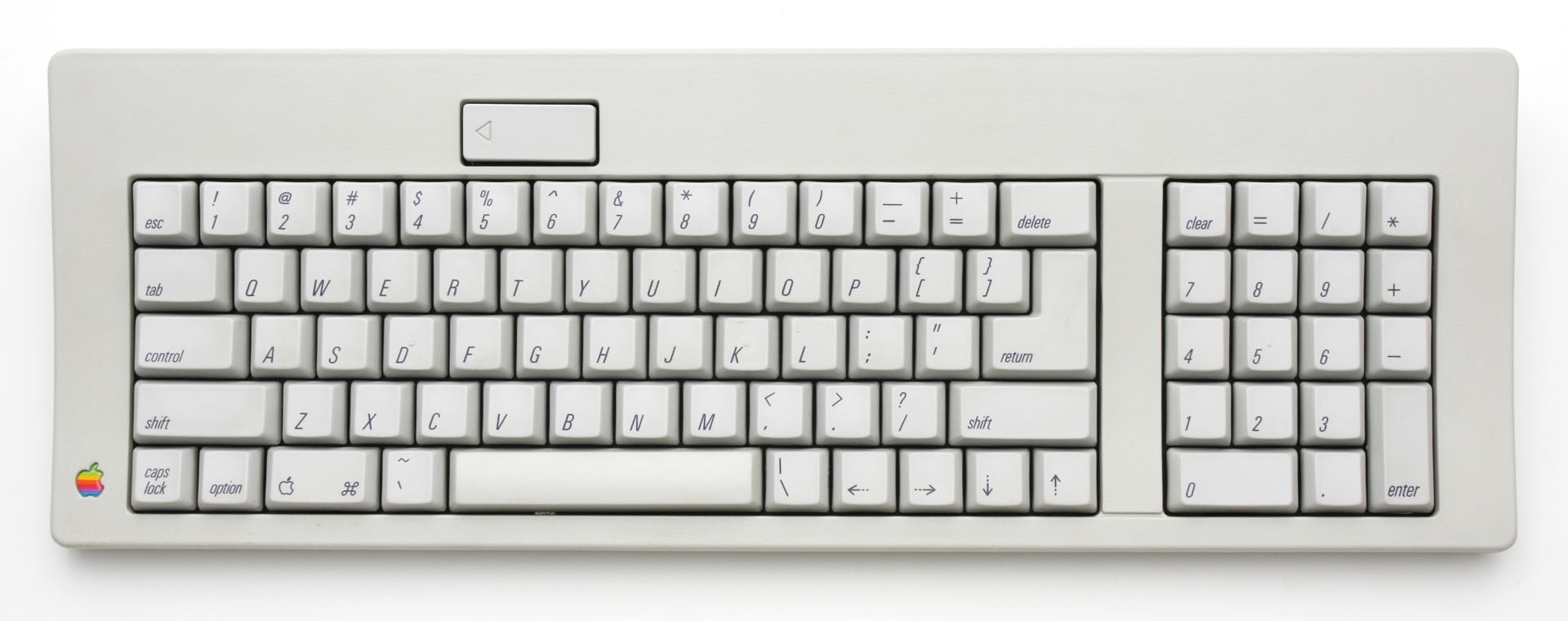
애플 키보드 (M0116)

이 제품 부터 공식적으로 '애플 키보드'란 명칭을 사용하기 시작하였다. 구분을 위해 "애플 표준 키보드(Apple Standard Keyboard)"라고도 불렀다. 애플 키보드는 1987년 매킨토시 II와 매킨토시 SE의 출시에 맞추어 등장하였으며, 애플 데스크탑 버스 키보드보다 견고하게 설계되었다. 좀 더 견고하게 디자인된 형태가 시각적으로 고성능으로 업그레이드된 맥을 강조하고 있다. 무거워진 중량 외에 프레임 부분도 많이 두꺼워졌다. 매킨토시 본체와 별도로 판매된 첫 매킨토시 키보드였으며, 애플 확장 키보드와 함께 선택적으로 제공되었다.

### 애플 확장 키보드 (M0115)
애플 확장 키보드(Apple Extended Keyboard)는 옵션으로 판매된 첫 키보드로, 애플 표준 키보드의 확장형으로 설계되었다. 키 배치가 일반 PC키보드와 거의 흡사하게 변경되었고 기능키(F1~F15)와 키패드가 기본으로 추가되었다. 지금까지 나온 애플 키보드 중 가장 무거웠으며 여느 애플 컴퓨터와 별도로 163 달러에 판매되었다.

### 애플 키보드 II (M0487)

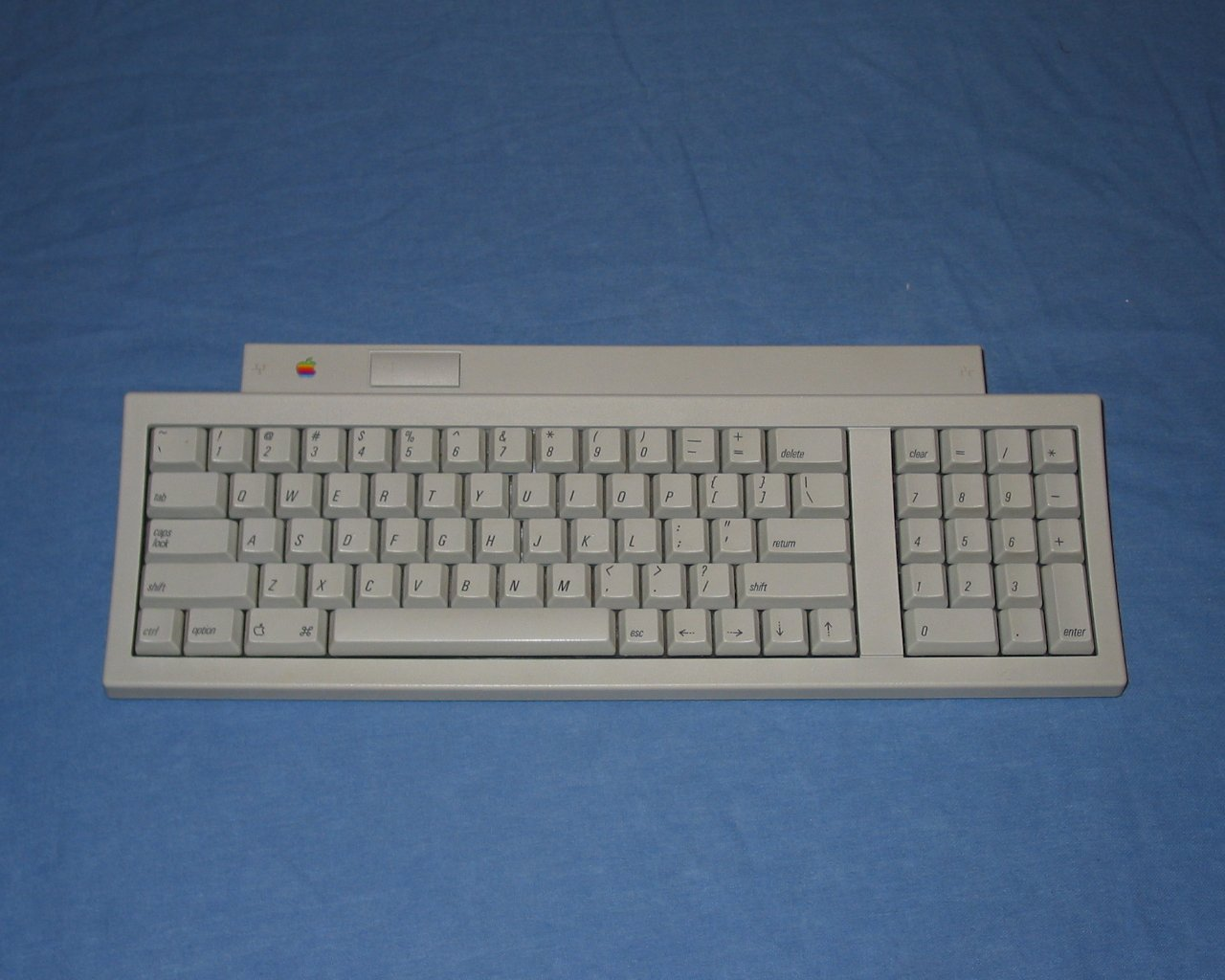
애플 키보드 II

1990년 매킨토시 클래식과 LC와 함께 발표 및 판매된 이 키보드는 기존의 ADB 키보드와 거의 동일하지만 입력 각도를 변경하기 위한 플립 다운 피트(flip down feet)와 프레임과 키를 더 유선형으로 보이게 하는 디자인 변경이 포함했다. 내부적으로 M0487은 기존의 M0116과 달리 기계식 키 스위치를 사용하지 않았다(Caps Lock 제외). 1993년에 전면 검정으로 최초의 Mac인 매킨토시 TV에는 동일한 검은색 키보드 II(동일 모델 번호 사용)가 탑재되었다.

### 애플 확장 키보드 II
1990년 매킨토시 IIsi의 출시와 함께 "애플 확장 키보드(Apple Extended Keyboard)"의 마이너 업데이트로 높이 조절 기능이 추가되었다.
- (M0312)는 알프스 메커니즘으로 제조되었다.
- (M3501)는 미츠미 또는 알프스 메커니즘으로 제조되었다.

### 애플 어드저스터블 키보드 (M1242)

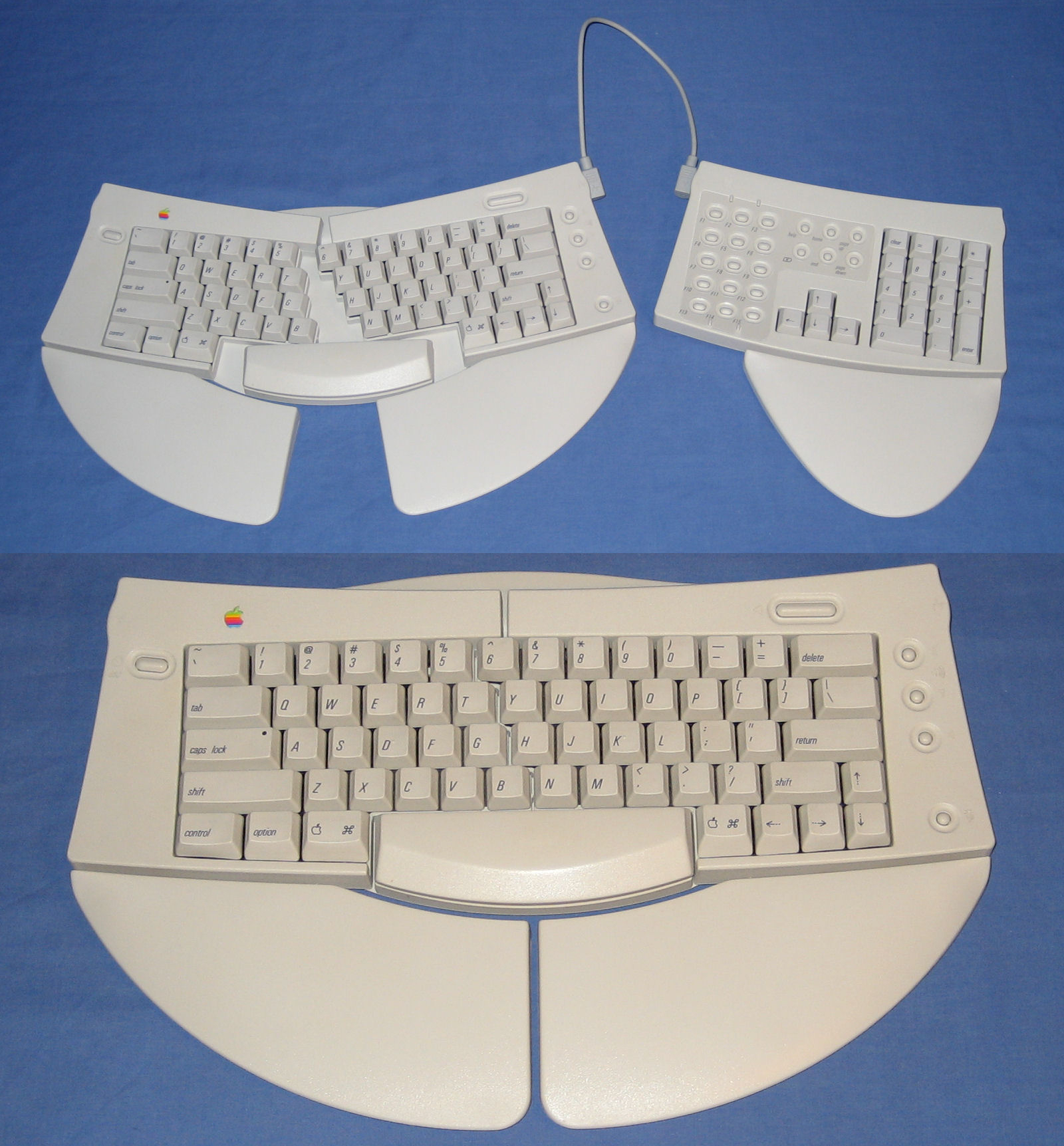
애플 어드저스터블 키보드

옵션 발매로 제공한 애플 어드저스터블 키보드(Apple Adjustable Keyboard)는 애플이 1993년에 발매한 인체 공학적으로 조절 가능한 키보드이나, 어설픈 인체공학 설계에 대한 비판을 받았다. 별도의 키패드(별도 판매되지 않음)와 함께 제공되는데, 애플의 키패드는 원래의 매킨토시 키보드에서 처음 사용되었다.

### 뉴턴 키보드 (X0044)

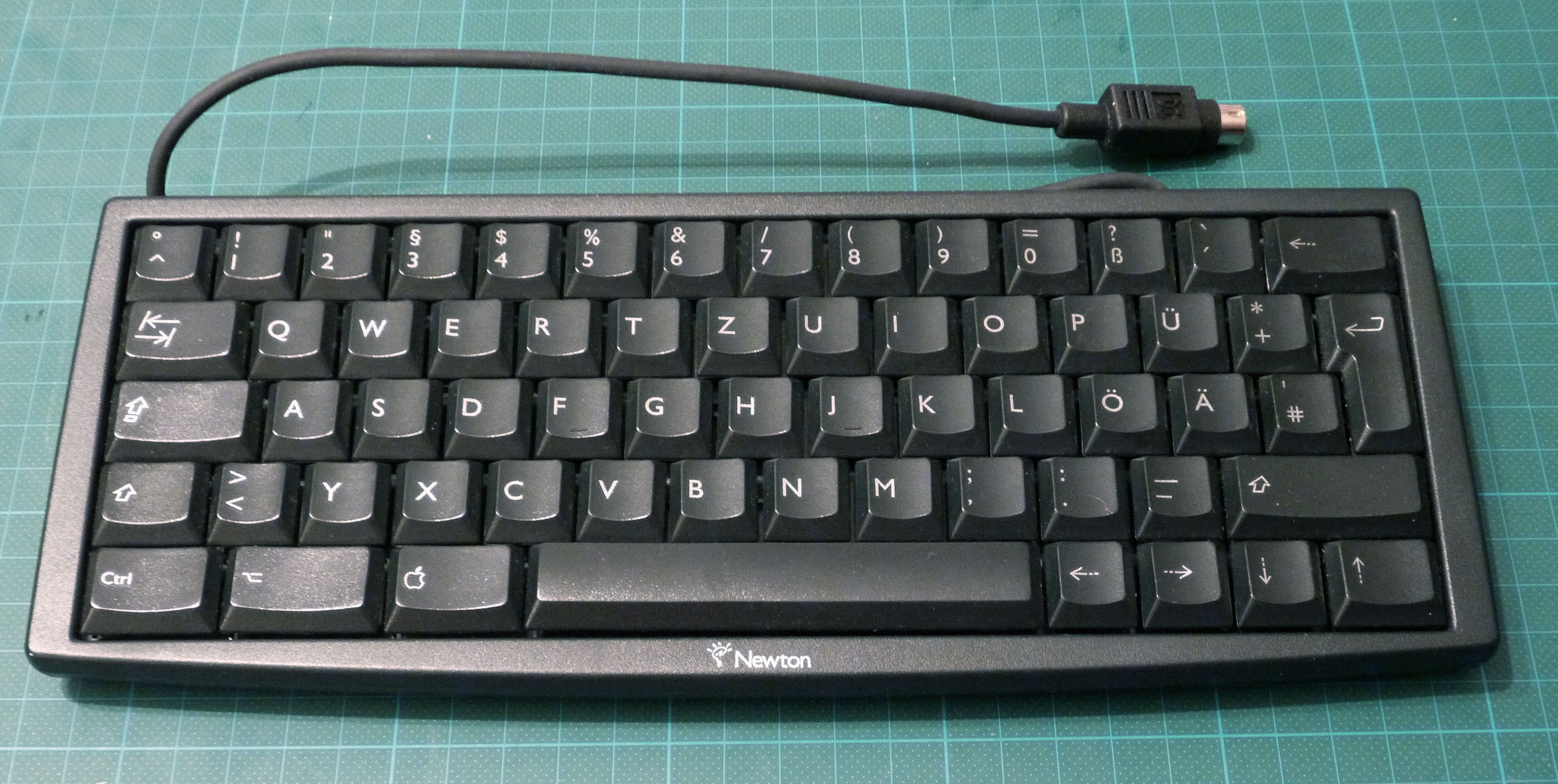
애플 뉴턴용 모델 X0044, 독일어 자판 배열 키보드

90년대 중반 애플은 뉴턴의 필기 인식에 대해 빠른 입력 대안을 위해 애플 뉴턴 서브 미니 키보드를 출시했다. 이 기능을 사용하려면 광범위한 연습이 필요했다. 이 키보드는 뉴턴의 시리얼 인터페이스를 통해 연결되었다. 휴대용 크기를 선호하는 많은 맥 사용자는 타사 제품을 사용하여 맥에는 사용할 수 있었다. 10년 후에 출시되는 아이폰과 마찬가지로, 뉴턴은 가상 키보드도 포함시켰다.

### 애플디자인 키보드 (M2980)

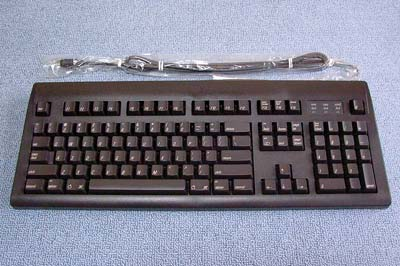
블랙 색상의 애플디자인 키보드

이 제품은 1994년에 "애플 확장 키보드 II"를 대체하여 발매되었다. 애플 키보드의 첫 번째 주요 재설계였으며, 새로운 애플 제품 스타일의 외관과 일치하도록 보다 유동적인 커브 라인이 특징이다. 기존 제품보다 훨씬 가볍고, 멤브레인 방식을 채용하여 훨씬 부드럽고 조용하나, 키감이 나빠서 많은 사용자들에게 인기가 없었다. 또한 마우스나 다른 포인팅 장치용 ADB 포트 하나만 포함되어 있으며, 키보드의 케이블이 영구적으로 고정된 밑면에 숨겨져 있다. 확장 II에는 키보드의 양쪽에 ADB 포트가 있어서, 키보드 케이블 또는 마우스를 사용자가 선호하는 쪽에 연결할 수 있다. 이 키보드는 동일한 모델 번호 (이전의 애플 키보드 II와 같은)를 사용하여 검정색으로 제작되었으며, 매킨토시 TV, 유럽에서 주로 출시된 블랙 퍼포마 5420 및 아시아에서 출시 된 블랙 파워 매킨토시 5500을 포함한다.

### 20주년 기념 매킨토시 키보드 (M3459)
1997년 20주년 기념 매킨토시와 함께 번들로 제공된 이 키보드는 통합 키패드를 다시 제외시켰고, 어드저스터블 키보드와 달리 아무 것도 제공되지 않았다. 파워북 폼팩터를 기반으로 옵션 내장 트랙패드 및 가죽 팜 레스트(leather palm rests)가 포함되었다. 이 키보드는 애플이 생산한 마지막 ADB 키보드였고, 따로 판매되지 않았다.

### 애플 USB 키보드 (M2452)

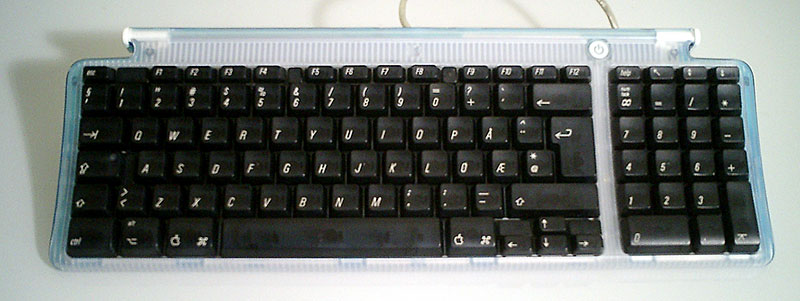
애플 USB 키보드 (청록색)

1998년에 아이맥과 함께 출시 및 판매되었으므로, 향후 2년간 모든 매킨토시 모델의 새로운 표준이 되었다. 처음에는 반투명 플라스티을 사용하여, Bondi blue 색을 사용했고, 반투명 플라스틱을 사용한 후, 파워맥 G4 라인의 경우 "Graphite"라고 하는 어두운 회색을 사용하고 iMac의 첫 다섯가지 색상 변형에 대해서는 과일색을 사용했다. 키보드 밑에는 조절 가능한 스탠드도 달려있다. 또한 키패드 위에 향상된 커서 키가 있는 형태의 통합 키패드가 있는 표준 키보드로 복귀했다. 또한 키보드의 오른쪽 상단에는 전원 단추가 있다. 이 키보드는 전원 단추를 제외하고 윈도우에서도  작동한다.

### 애플 프로 키보드 (M7803)

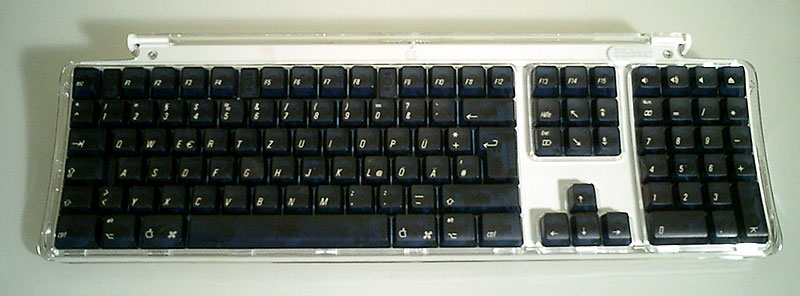
애플 프로 키보드 (검정)

원래 애플 프로 키보드(Apple Pro Keyboard)로 2000년에 발표되었지만 3년 후 단종되었다. 이 키보드는 애플 디자인 키보드에 마지막으로 추가된 확장 기능 키를 다시 도입했으며 검정 키-투명 몸체 디자인이 등장했다. 나중에 흰색 키 버전도 제공되었다. 이전의 모든 ADB 및 USB 키보드에서 한 가지 주요한 차이점은 원격 전원 키를 제거한 것이었다. 이 키보드에는 108개의 키 (ANSI)가 포함되어 있다.

### 애플 키보드 (109 keys)

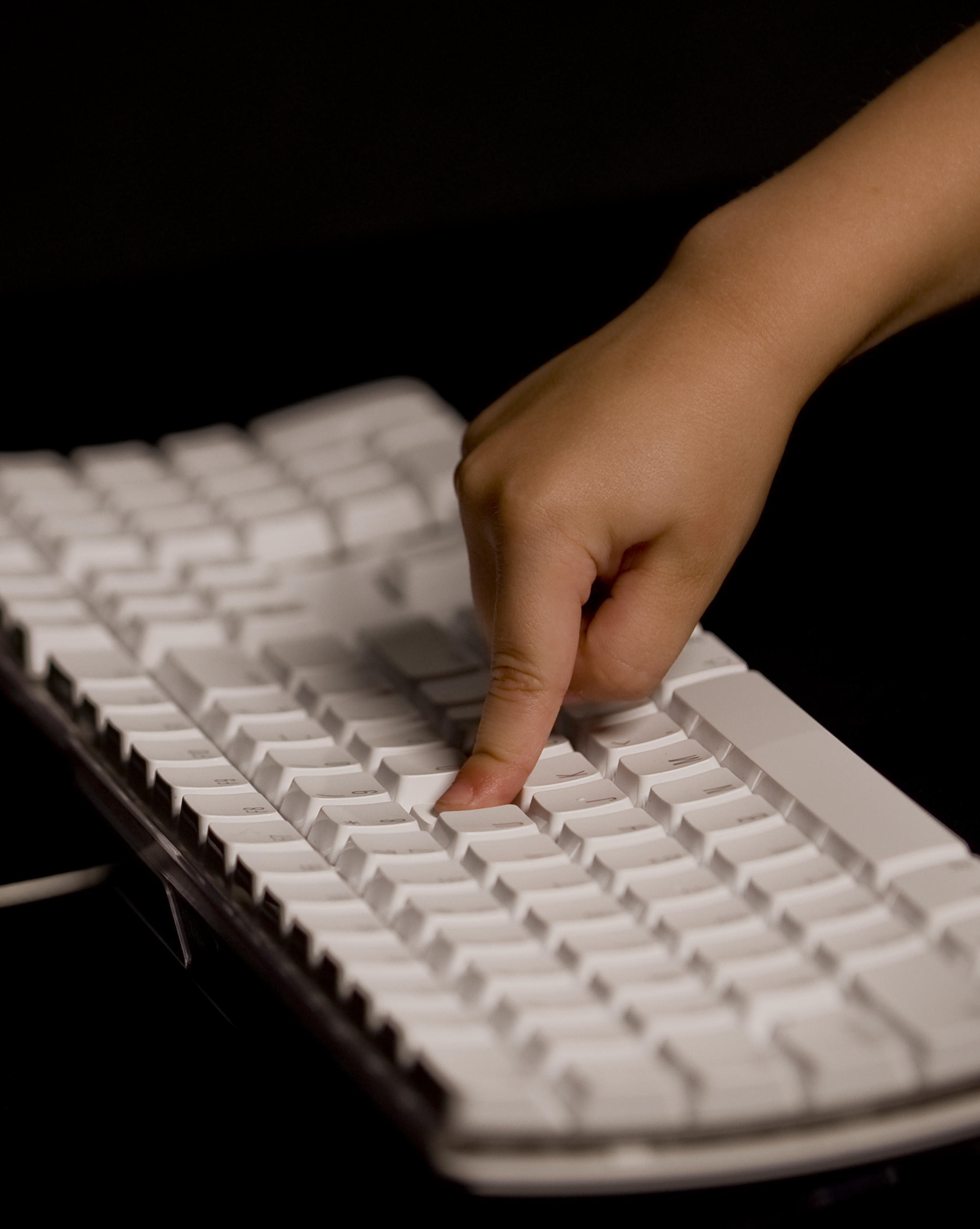
애플 키보드 (미국판) (A1048)

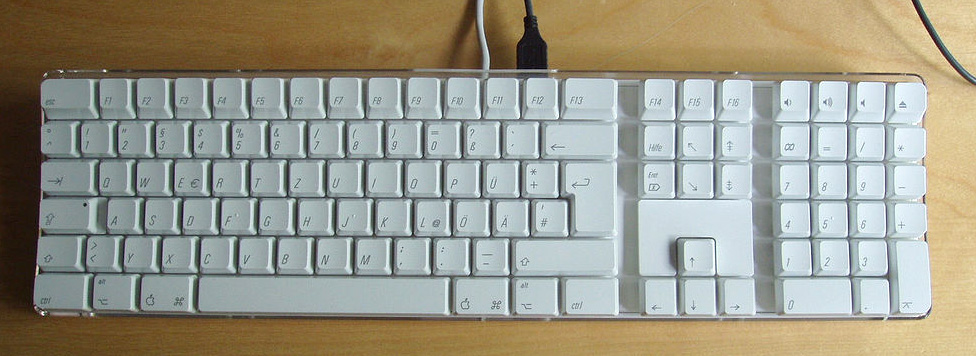
애플 키보드 (독일판) (A1048)

- (A1048) 2003년 5월, 키보드에 F16키를 추가하고 USB 포트를 뒤쪽으로 이동하면서 키를 감싸는 프레임을 제거하는 주요 재설계 작업을 수행했다. 이 개정판은 명칭에  'Pro'를 삭제하고 'Apple Keyboard'로 변경하였다. 그러나 완전한 명칭인 'Apple Pro Keyboard'는 항상 기술 내부 정보에 사용된다. A1048은 USB 1.1 포트를 대체하는 USB 2.0 포트로 2005년에 업데이트되었다. A1048은 2007년에 다시 디자인될 때까지 흰색으로만 출시되었다.

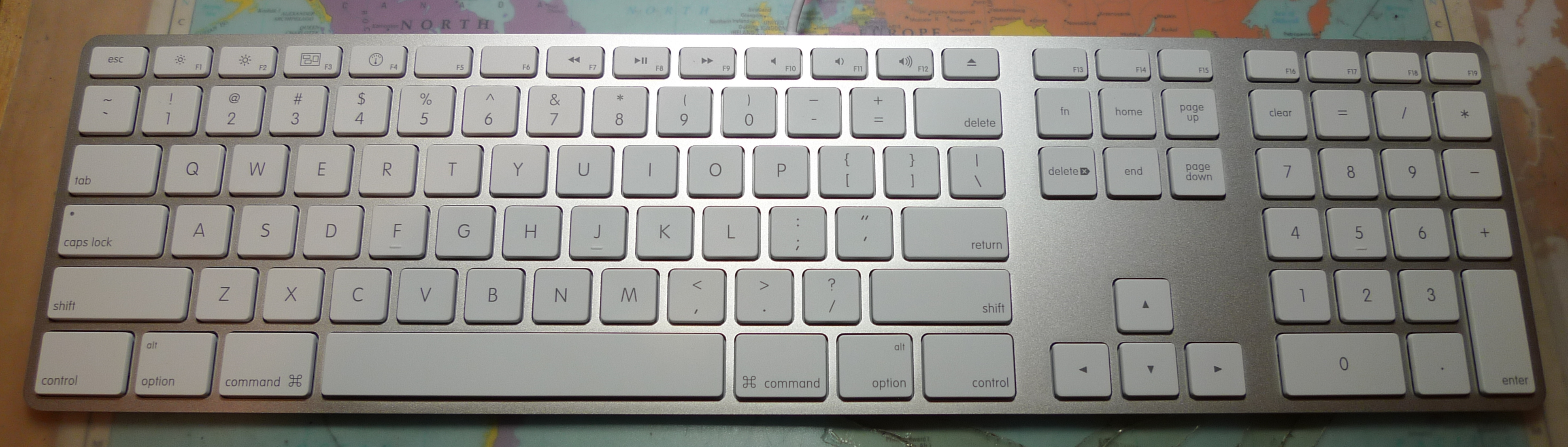
애플 키보드 (A1243)

- (A1243) : 2007년에 출시된 애플 키보드는 견고한 알루미늄 외함을 갖추고 있으며, 비슷한 모양의 애플 무선 키보드도 마찬가지이다. 이 키보드는 애플의 키보드 중 처음으로 커맨드 키에서 27년간 오래 지속되었던 애플 II 시리즈 컴퓨터와 호환되는 키보드에서 처음 소개된 애플 키와의 호환성을 나타내는 애플 로고를 생략했다. 그러나 이 결정은, 소프트웨어와 공식 문서가 애플 키의 존재를 결코 인정하지 않았더라도 애플 IIGS의 출시로 애플 데스크탑 버스 연결 표준을 사용했던 모든 키보드가 어떻게 유지했기 때문에 애플이 의도했던 것보다 오래 지속되었으며, 애플 II 시리즈 컴퓨터에서도 마찬가지였고 항상 키의 다른 레이블인 '⌘'만 참조했다. 애플이 ADB의 외부 사용을 중단할 때까지는 커맨드 키에 애플 로고를 포함시키는 기존 관행이 고착되었다. 이 기호를 제거하면서 애플에서 키의 치수를 줄임과 함께 표준 키의 너비를 줄였다. 이러한 차이로 인해 애플 키보드는 이전 버전의 애플 키보드 및 PC 키보드와 비교하여 더 짧아졌는데, 구체적으로 이 키보드 모델에서는 Delete, Return, 역슬래시, 오른쪽 Control 및 오른쪽 Shift 키가 다른 키보드보다 좁다. 이 애플 키보드 모델에는 키보드의 양쪽 끝에 두 개의 down-stream USB 2.0 포트가 있다. 이 모델은 2009년 3월 A1242 모델 출시 이후 '숫자 키패드가 있는 애플 키보드(Apple Keyboard with Numeric Keypad)'로 이름이 바뀌었다.

- (A1242) 2009년 초, 아이맥 개정판에서는 유선 키보드의 새로운 버전과 함께 포함되었으며, 무선 키보드와 마찬가지로 숫자 키패드는 생략되었다. 숫자 패드가 있는 전체 키보드는 별도 구매뿐만 아니라 추가 비용을 지불하는 주문형 옵션으로 제공되었다. A1242는 2010년 12월에 단종되었다.[5]

### 애플 무선 키보드
- (A1016) : 2003년에 처음 소개된 이 제품은 블루투스 표준에 기반을 두고 있다. 4개월 전에 제공된 "애플 키보드"와 근본적으로 동일하다. 애플 웹 사이트에 따르면, 이후 모델과는 달리 아이패드와 호환되지 않는다.[6]
- (A1255) : 2007년에는 맥북의 키보드처럼 통합 숫자 키패드와 특수 키가 제거된 알루미늄 소재의 업데이트된 모델이 출시되었다. 키보드의 오른쪽에 있는 전원 버튼을 배터리 입구 반대쪽에 두고 3개의 AA 배터리를 사용한다.
- (A1314) MC184LL/A : 2009년 10월 20일 알루미늄 모델로 업데이트 되었고, 3개의 AA 배터리가 2개 필요하다. 실제 모양에 두 가지 변화가 발생했다 : 1. 키보드 바닥의 오른쪽에서 중심으로 이동한 Bluetooth 송수신기를위 한 플라스틱 창 배치, 2. 키보드의 깊이가 이전 무선 키보드보다 수 밀리미터 넘는다. 같은 날짜에 출시된 매직 마우스처럼 [Mac OS X 10.6]] 이상이 필요하다.[7]
- (A1314) MC184LL/B : 2011년 7월에 출시되었으며, 위와 같지만 OS X 라이온을 위해 업데이트되었다. Exposé 및 대시보드 표시는 각각 Mission Control 및 Launchpad 표시로 바뀌었다.

### 매직 키보드

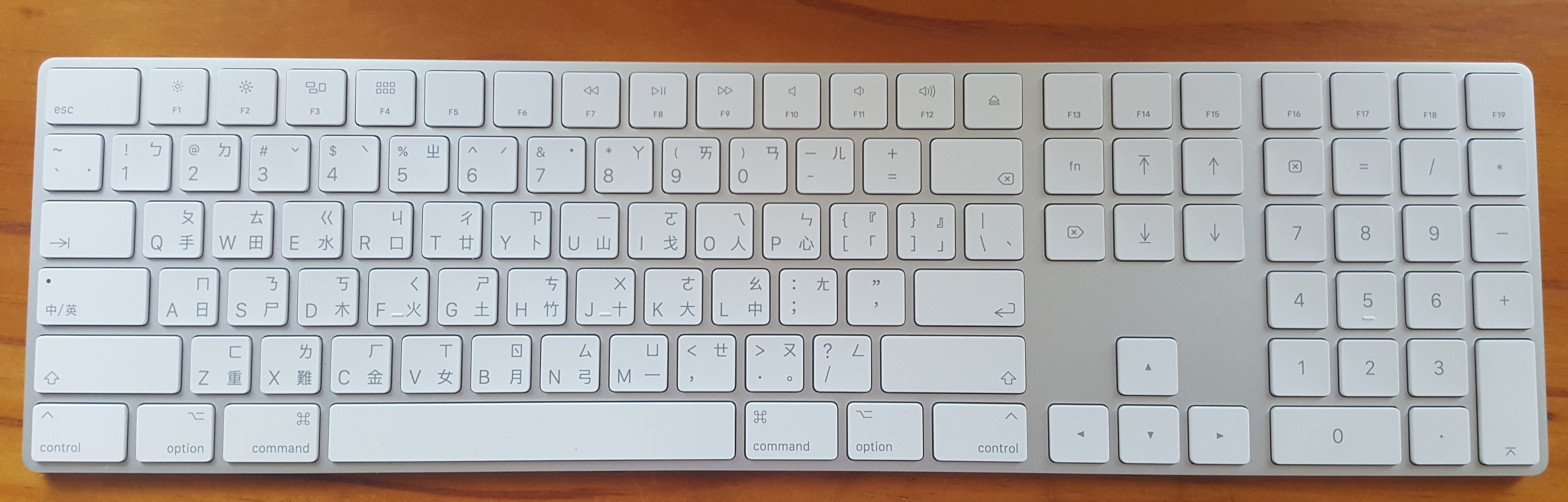
숫자 키패드를 부착한 애플 매직 키보드 (중국어판) (A1843)

- (A1644) MLA22LL/A, 애플 매직 키보드(Apple Magic Keyboard) : 2015년 10월 13일에 애플 매킨토시 운영체제 엘카피탠 버전 10.11와 함께 출시되었다. 충전용 리튬 이온 배터리와 충전용 라이트닝 단자 및 켜기/끄기 스위치가 내장되어 있다.[8][9]
- (A1843) MQ052MO/A, 숫자 키패드를 부착한 애플 매직 키보드(Apple Magic Keyboard with Numeric Keypad)

## 같이 보기
- 애플 마우스
- 애플 뉴턴
- 아이폰